# 中国大学生篮球超级联赛
中国大学生篮球超级联赛（CUBS，Chinese University Basketball Super League），是由中国篮球协会和中国大学生体育协会创办的一项大学篮球赛事，于2004年6月1日在北京成立。与CUBA类似，该项赛事也是仿照美国NCAA而创办的。中国中央电视台有时会转播该项赛事的一些重要场次。
联赛球队，分属两个赛区：南部赛区和北部赛区，每个赛区有八支球队。CUBS赛季通常于每年10月开始，分为常規賽和季后赛两部分。常规赛为循环赛制；常规赛结束后，每个赛区的前四名将有资格进入接下来进行的季后赛。季后赛采用主客场双赛赛制；季后赛的最后一轮也称为总决赛，由半决赛胜出队伍争夺CUBS总冠军。
自2015－2016賽季開始，CUBS與CUBA合併。

## 球队
CUBS只有短短不到十年历史，但已经出现几次球队更迭。因为该联赛并不存在升降级制度，所以球队的更迭完全是由学校的意愿决定的。以下是参加近三赛季CUBS的学校名单：
2009-2010和2010-2011
| 北区 | 西安交通大学 | 哈尔滨工程大学 | 中国人民大学 | 天津工业大学 | 东北大学     | 山东大学     | 东北师范大学 | 辽宁大学 |
| 南区 | 电子科技大学 | 湖南大学       | 厦门大学     | 上海交通大学 | 华中科技大学 | 广东工业大学 | 南京财经大学 | 东南大学 |

2011-2012
| 北区 | 西安交通大学 | 哈尔滨工程大学 | 中国人民大学 | 天津工业大学 | 东北大学     | 山东大学     | 东北师范大学 | 辽宁大学     |
| 南区 | 电子科技大学 | 湖南大学       | 厦门大学     | 上海交通大学 | 华中科技大学 | 广东工业大学 | 南京财经大学 | 武汉理工大学 |

## 规则

### 比赛规则
该比赛基本采用国际篮球联合会（FIBA）比赛规则，但也存在以下几点特殊规则：
- CUBS采用4×10分钟的比赛时间，而CBA则采用4×12分钟的比赛时间。
- 每节比赛只能上两名中国篮协注册球员。
- 关于暂停有如下规定：
  - 每队在第4节和每一延长期最后2分钟各自增加1次30秒短暂停机会。
  - 投中后和第4节和每个延长期最后2分钟内拥有死球球权的球队请求暂停后（前场端线发球除外），均在记录台对侧前场罚球线延长线和中线之间发球继续比赛。
- 一名队员犯规5次之后将被驱逐出场，须由另一队员将其替换。
- 每节比赛中某队全队犯规达5次时，第6次犯规起有另一方执行罚篮；
- 在每节比赛临近结束时，任一队获得界外发球机会：
  - 若比赛剩余时间不足0.3秒（含0.3秒），比赛不再进行；
  - 若比赛时间还剩0.4秒~0.7秒，场内的队员将掷进场的球“空中接力”投中方有效；如双手持球后再投篮，中篮无效。

### 竞赛规则
- 常规赛为循环赛制，各区积分最高的前四名晋级季后赛。
- 季后赛采取主客场双赛决胜制：
  - 若一方两场全胜，则直接晋级；
  - 若一胜一负，则比较双方两场比赛总得分，更高者晋级；
    - 若总得分相同，则客场得分多者晋级；
      - 若客场得分仍相同，则将进行5分钟的附加赛，比分重新计算，如双方打平，继续进行附加赛，直至决出胜负。
- 三四名决赛为单场决胜制。
- 总决赛为主客场三战两胜制。

## 历届冠军
| 届数   | 总冠军       | 亚军         |
| ------ | ------------ | ------------ |
| 第一届 | 中国人民大学 | 清华大学     |
| 第二届 | 东北大学     | 广东工业大学 |
| 第三届 | 东北师范大学 | 辽宁大学     |
| 第四届 | 广东工业大学 | 厦门大学     |

## CUBS与CUBA的不同点
根据官方对于两个联赛的介绍可以得知，CUBA只允许全日制在校大学生代表学校出赛，而不允许任何在中国篮球协会注册的专业选手出赛，也就是说，CUBA是一个纯业余的、完全由大学生篮球爱好者参与的比赛；而CUBS肩负着为今后世界大学生运动会中国代表队培养球员，为职业联赛培养人才的任务，所以该联赛允许有合法注册手续的在读大学的专业篮球运动员参赛。
显然，从水平上讲，拥有专业运动员的CUBS水平会高于CUBA，但CUBA更大的保证了业余体育的纯洁性。

## 赛事包装与赞助

### 赛事口号
最初CUBS的口号是“中国篮球新势力”；但在新赞助商接手后，CUBS口号变成“为梦想而战”。

### 赛事赞助商
CUBS的主赞助商是361°体育用品公司，该公司提供CUBS所有球员的比赛及训练服装。此外，CUBS还与中央电视台体育频道有着密切的合作。

## 著名球员
解立彬、杨超、任俊威、任俊飞、吉喆